# Khirbet Mazin

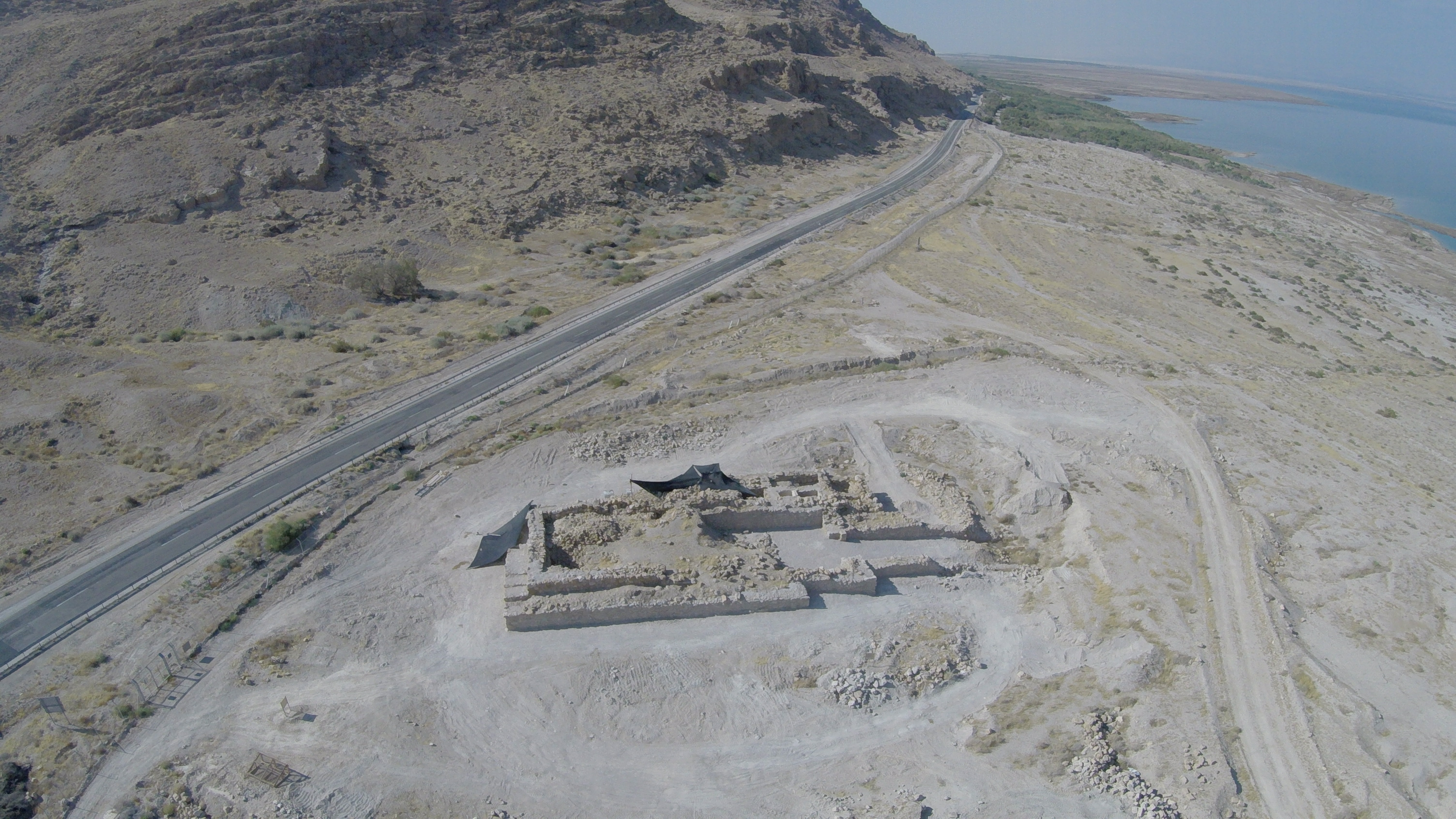
Archäologische Stätte Khirbet Mazin

Khirbet Mazin (neuhebräisch: מצד קדרון Metzad Kidron) ist eine archäologische Stätte im von Israel verwalteten Westjordanland (Area C). Die antike Ruine befindet sich am Westufer des Toten Meeres, etwa 3,5 km südlich von Ain Feshkha und 0,5 km nördlich der Stelle, wo das Kidrontal in der Senke des Toten Meeres endet.
Khirbet Mazin wurde von den Reisenden des 19. Jahrhunderts nicht erwähnt und ist auf Landkarten dieser Zeit nicht verzeichnet. Das Ausgräberteam von Howard Stutchbury und G. R. Nicholl, das im Winter 1960/61 erstmals hier grub, benannte die archäologische Stätte nach dem kleinen, hier einmündenden Wadi Mazin. Pesach Bar Adon, der 1971, 1974 und 1976 hier grub, nannte die Ruine Qasr el-Yahud und erwähnte, bei Félicien de Saulcy (1853) trage sie den Namen Khirbet el-Yahoud. Diese Identifizierung ist jedoch unzutreffend; auf de Saulcys Karte befindet sich Khirbet el-Yahoud etwa 3 km weiter nördlich. Bar Adon war zeitweise der Meinung, der arabische Flurname Wadi Mazin bewahre den Namen einer der sechs biblischen Städte der Wüste, Middin (Jos 15,61 ). Yizhar Hirschfeld führte 2001 einen Survey in Khirbet Mazin durch. 
Bar Adon zufolge wurde ein eisenzeitlicher Turm an dieser Stelle unter König Usija von Juda errichtet (vgl. 2 Chr 26,10 ). Eine Bebauung in der Eisenzeit II ist nachgewiesen durch Keramik des 8./7. Jahrhunderts v. Chr.
In der Zeit der Hasmonäer war Khirbet Mazin ein einziges Bauwerk mit dicken Außenmauern und einem Innenhof, der eine Fläche von etwa 11 × 30 m hatte. In der Nordostecke befand sich ein fester Turm mit einer Grundfläche von 9 × 18 m, der ursprünglich zwei oder drei Stockwerke hatte. Seine Mauern sind maximal noch 6 m hoch erhalten. Im Turm befanden sich zwei verbundene, verputzte, bis zu 4 m tiefe Zisternen. Zwischenwände teilten mehrere Räume ab, die als Speicher oder Unterkünfte genutzt werden konnten. Man betrat die Anlage durch ein 5,2 m breites Tor an der Ostseite. Eine von Steinmauern gestützte, etwa 6 m breite, 22 m lange Rampe führte vom Tor hinab zum Toten Meer. Man kann vermuten, dass die Rampe eine Ablaufbahn und der Innenhof ein Trockendock für Boote war. Nach Ehud Netzer diente die Anlage als Ankerplatz für bis zu vier königliche Boote (mit einer angenommenen Länge von 14 m) und wurde von einigen im Turm stationierten Soldaten geschützt.
Am Uferabschnitt nahe Khirbet Mazin wurden beim Survey 2001 Tausende von Bronzemünzen des Alexander Jannäus gefunden. In seiner Regierungszeit wurde wohl auch der Ankerplatz Khirbet Mazin erbaut, so dass man, von Jerusalem kommend, über das Tote Meer zum gegenüberliegenden Badeort Kallirhoe fahren und von dort zur Festung Machaerus emporsteigen konnte.